# Минц, Сидни
Сидни Уилфред Минц (англ. Sidney Wilfred Mintz; 16 ноября 1922 — 27 декабря 2015) — американский антрополог, известный своими исследованиями Карибского бассейна, креолизации и антропологии питания, в частности связи производства сладостей, рабства, зарождения глобального рынка, становления глобального капитализма и колониализма. В конце 1940-х годов проводил полевые этнографические исследования среди работников плантаций сахарного тростника на Пуэрто-Рико, позднее также на Гаити и Ямайке. Его монография об истории сахара «Сладости и власть» считается одной из самых влиятельных публикаций в культурной антропологии и пищевых исследованиях.

## Биография
Родился в Довере, Нью-Джерси в семье восточноевропейских евреев, иммигрировавших в США на рубеже веков и осевших в Нью-Йорке. Отец был нью-йоркским торговцем, поваром и разорившимся во время Великой депрессии владельцем ресторана. Мать — швеёй и социалистической активисткой (вначале Бунда, затем синдикалистского профсоюза Индустриальные рабочие мира).
Учился в Бруклинском колледже, получил степень бакалавра в области психологии в 1943 году. После короткой службы в Военно-воздушных силах США в конце Второй мировой войны, поступил на докторантуру по антропологии в Колумбийском университете. Там написал диссертацию по результатам полевых исследований среди работников плантаций сахарного тростника в Санта Исабель (Пуэрто-Рико); научными руководителями были Джулиан Стюард и Рут Бенедикт. В университете Минц принадлежали к группе студентов «Mundial Upheaval Society», сложившейся вокруг Стюарда и Бенедикт. Это были в основном ветераны войны с левыми взглядами, интересовавшиеся вопросами власти, государства и неравенства. Многие из них стали выдающихся антропологами, в том числе Марвин Харрис, Эрик Вульф, Мортон Фрид, Стэнли Даймонд, Роберт Меннерс и Роберт Ф. Мерфи.
Писал о способах эксплуатации труда на карибских плантациях и их связи с развитием индустриальной революции в Европе, об известной уже Марксу опосередованной связи невольничьего труда на периферии и наемного труда в капиталистическом центре и о дешевых углеводах для восстановления рабочей силы британского пролетариата.
Был членом Американского этнологического общества и его председателем с 1968 по 1969 гг. Член Американской антропологической ассоциации и Королевского антропологического института Великобритании и Ирландии.
Работал преподавателем в Сити-колледже Университета Нью-Йорка в 1950 году, в Колумбийском университете в 1951 году, и в Йельском университете в 1951—1974 гг., где с 1963 года был профессором. В 1974 году помог основать факультет антропологии в университете Джонса Хопкинса, после чего работал там до конца своей карьеры. Был приглашенным профессором в Массачусетский технологический институт (в 1964—1965 учебном году), Коллеж де Франс (Париж) и других университетах.
Умер 26 декабря 2015 в возрасте 94 лет, после тяжелой травмы головы, полученной в результате падения.

## Публикации

#### Монографии
- Mintz, Sidney W. (1960). Worker in the Cane: A Puerto Rican Life History. New Haven: Yale University Press.
- Mintz, Sidney W. (1974). Caribbean Transformations. Chicago: Aldine.
- Mintz, Sidney Wilfred (1985). Sweetness and Power: The Place of Sugar in Modern History. New York: Viking. ISBN 0-670-68702-2
- Mintz, Sidney W. (1996).Tasting Food, Tasting Freedom: Excursions into Eating, Culture, and the Past. Boston: Beacon Press.
- Mintz, Sidney W. and Richard Price. (1992). The Birth of African-American Culture: An Anthropological Approach. Boston: Beacon Press.

#### На русском языке
- Минц, Сидни В. Время, сахар и сладость / Пер. с англ. И. Кудряшов и Ю. Зенина (15.06.2023)